# Александър Мишо
Александър Францевич Мишо де Боретур (на френски: Alexandre Michaud de Beauretour) e италиански и руски офицер, генерал от пехотата.

## Биография
Александър Мишо е роден на 19 януари 1771 г. в семейството на италианец, който се преселва от Пиемонт в Ница, Франция. Ориентира се към военното поприще. Завършва военни науки със специалност военен инженер в Торино. Присвоено му е военно звание майор и постъпва в армията на сардинския крал.
Емигрира в Русия и започва служба в Инженерния корпус с военно звание капитан на 7 април 1805 г. Участва във войната на третата антинаполеоновска коалиция срещу Франция (1805). Бие се храбро в битките при Неапол, остров Корфу и Бокко ди Каттаро. Служи в квартирмайстерска част (1806).
Участва в Руско-турската война от 1806-1812 г. Отличава се в битките при Исакча, Тулча, Измаил, Браила, Тутракан, Русе, Шумен и село Батин. Награден е с Орден „Свети Георги“ IV степен на 19 юни 1810 г. Провежда наблюдение преди второто превземане на Ловеч на 31 януари 1811 г. и забелязва слабите места на Ловешката турска крепост. Награден е със златно оръжие „За храброст“ и е повишен във военно звание инженер-полковник от 15 април 1811 г.
В отразяването на нападението на Наполеон Бонапарт срещу Русия (1812) след заповед на император Александър I избира удачно мястото на укрепения лагер при Москва и на река Волга. Повишен е във военно звание Флигел-адютант от 20 септември 1812 г.
Участва във войната на Шестата антинаполеоновска коалиция срещу Франция (1813-1814). Проявява се в битките при Лютцен, Бауцен, Дрезден, Кулм и Лайпциг(1813), Бриен, Арси-сюр-Об, Фер-Шампенуаз и Париж (1814). Повишен е последователно във военно звание генерал-майор и генерал-адютант през 1813 г. Награден е с орден „Свети Георги“ III степен (1813). Сардински граф от 1814 г. и руски граф от 1823 г. Повишен e във военно звание генерал-лейтенант на 22 август 1826 г. и генерал от пехотата на 13 април 1841 г. Умира на 10 юли 1841 г. в Палермо, Италия